# Marie Deschamps (juge)
Ne doit pas être confondu avec Marie Deschamps (autrice).
Pour les articles homonymes, voir Deschamps.
Marie Deschamps (née le 2 octobre 1952 - ) est une avocate et juge retraitée. Elle fut juge puînée de la Cour suprême du Canada de 2002 à 2012, après avoir été juge à la Cour d'appel du Québec.

## Biographie
Originaire de Repentigny, Marie Deschamps est née dans une famille de huit enfants.
Elle est la conjointe de Paul Gobeil, homme d'affaires et ancien président du Conseil du Trésor dans le gouvernement de Robert Bourassa.
Nommé en 1992 à la Cour d'appel du Québec, Marie Deschamps est devenu juge à la Cour suprême du Canada le 7 août 2002. Elle a démissionné le 7 août 2012.
En 2015, elle remet un rapport indépendant sur les inconduites sexuelles au sein des Forces armées canadiennes. Ce document conclut que la culture interne des Forces est « hostile aux femmes » et aux minorités sexuelles, et qu'elle favorise des incidents graves de harcèlement et d'agression sexuelle.
En juin 2015, le secrétaire général des Nations unies Ban Ki-moon la nomme présidente d'un comité indépendant chargé d'examiner la gestion par l'ONU d'allégations d'agressions sexuelles commises sur des enfants par des soldats français en République centrafricaine. En décembre 2015, le comité qu'elle préside remet son rapport, qui conclut à un « échec flagrant » de l'organisation et critique de graves lacunes dans la transmission des informations et la protection des victimes.

## Distinctions
2013 -  Compagnon de l'Ordre du Canada,

## Source
- Notices d'autorité :   - VIAF
  - ISNI
- « Juges de la Cour - L'honorable Marie Deschamps », Cour Suprême du Canada (consulté le 4 juin 2007)